# Новий (Калманський район)
Но́вий (рос. Новый) — селище у складі Калманського району Алтайського краю, Росія. Входить до складу Зимарівської сільської ради.

## Населення
Населення — 210 осіб (2010; 229 у 2002).
Національний склад (станом на 2002 рік):
- росіяни — 80 %